# 谷野町
谷野町（やのまち）とは、東京都八王子市にある地名。丁番を持たない単独町名であり、住居表示未実施区域。郵便番号は192-0016（八王子郵便局管区）。

## 概要
八王子市北部に位置する。北部はなだらかな傾斜地になっている。町内を都道166号線と新滝山街道（かすみ学園通り）が交差する。

## 歴史

### 沿革
- 1889年（明治22年）4月1日 - 町村制施行により、神奈川県南多摩郡谷野村が留所村、北大沢村、本丹木村、中丹木村、八日市村、横山村、左入村、滝山村、梅坪村、宮下村、戸吹村、高月村と合併し加住村が成立する。谷野村は大字谷野に改名。
- 1955年（昭和30年）4月1日 - 加住村が八王子市へ編入。
- 1956年（昭和31年）10月1日 - 旧加住村大字谷野の区域が谷野町となる。
- 1970年代前半 - みつい台団地造成、1975年より入居開始[6][7]。
- 1993年 （平成5年）1月31日 - 谷野町の一部をみつい台一丁目・二丁目に編入[8]。

## 世帯数と人口
2021年（令和3年）6月30日現在の世帯数と人口は以下の通りである。
| 町丁   | 世帯数  | 人口    |
| ------ | ------- | ------- |
| 谷野町 | 864世帯 | 1,558人 |

## 小・中学校の学区
市立小・中学校に通う場合、学区は以下の通りとなる。
| 丁目   | 番地 | 小学校               | 中学校               |
| ------ | ---- | -------------------- | -------------------- |
| 谷野町 | 全域 | 八王子市立加住小学校 | 八王子市立加住中学校 |

## 交通

### 道路
- 東京都道166号瑞穂あきる野八王子線（谷野街道）
- 東京都道169号淵上日野線（新滝山街道）

### バス
- 西東京バス
  - (ひ02)京王八王子駅〜（ひよどり山トンネル）〜創価大学大門東京富士美術館
  - (ひ04)京王八王子駅〜（ひよどり山トンネル）〜谷野町〜創価大正門東京富士美術館〜谷野町（創価大学周回）
  - (ひ05)京王八王子駅〜（ひよどり山トンネル）〜谷野町〜純心女子学園
  - (急行)八王子駅北口〜（ひよどり山トンネル）〜創価大正門東京富士美術館〜創価大学栄光門（休校日運休、町内無停車）
  - (直通)京王八王子駅〜（ひよどり山トンネル）〜工学院大学（休校日運休、町内無停車）
  - (高月01)拝島駅〜滝山城址下〜純心女子学園〜創価大正門東京富士美術館〜谷野町〜滝山城址下〜戸吹
  - (高月03)拝島駅〜滝山城址下〜純心女子学園〜創価大正門東京富士美術館〜工学院大学
  - (16号04)京王八王子駅〜馬場谷戸〜谷野町〜純心女子学園〜戸吹
  - (16号06)京王八王子駅〜馬場谷戸〜谷野町〜創価大正門東京富士美術館〜谷野町（創価大学周回）
  - (美49)楢原町〜中野市民センター〜創価大正門東京富士美術館

## 施設
- 東京富士美術館
- 創価大学野球部グラウンド・ビクトリーグラウンド
- 工学院大学八王子キャンパスグラウンド
- 創価学会東京牧口記念会館
- セブンイレブン八王子谷野町店
- 稲荷大明神